# ブラディミール・ゲレーロ・ジュニア
ブラディミール・ゲレーロ・ラモス・ジュニア（Vladimir Guerrero Ramos Jr., 1999年3月16日 - ）は、カナダのケベック州モントリオール出身のプロ野球選手（一塁手）。右投右打。MLBのトロント・ブルージェイズ所属。
父のブラディミール・ゲレーロ・シニアと叔父のウィルトン・ゲレーロ、従兄のガブリエル・ゲレーロも元プロ野球選手である（後述）。

## 経歴
2015年7月2日にトロント・ブルージェイズと契約してプロ入り。
2016年に傘下のアパラチアンリーグのルーキー級ブルーフィールド・ブルージェイズでプロデビュー。62試合に出場して打率.271 、8本塁打、46打点、15盗塁の成績を残し、8月にはアパラチアンリーグのオールスターチームに選出された。
2017年にMLB.comが発表したプロスペクトランキングでは26位、ブルージェイズの組織内では1位にランクインした。シーズンでは開幕からA級ランシング・ラグナッツでプレーし、7月にはA+級ダニーデン・ブルージェイズへ昇格した。6月28日に同じブルージェイズ傘下所属のボー・ビシェットと共に、同年のオールスター・フューチャーズゲームの世界選抜に選出された。2球団合計で119試合に出場して打率.323、13本塁打、76打点と好成績を残した。
2018年は、マイナー全体で最高となる打率.381、長打率.636を記録。29二塁打、20本塁打、78打点、出塁率.437など各部門で自己最高の成績を残し、2試合連続無安打が1度もなかった（最後に2試合連続無安打に終わったのは2017年7月20日 - 21日）。内訳としてはAA級ニューハンプシャー・フィッシャーキャッツの61試合で打率.402、AAA級バッファロー・バイソンズでの30試合で打率.336であった。この活躍によりベースボール・アメリカ・マイナーリーグ年間最優秀選手賞、USAトゥデイ・マイナーリーグ年間最優秀選手賞を受賞した。また、「MLB Pipeline」による2018年シーズンの最優秀打者にも選出された。
2019年はメジャーのスプリングトレーニングに参加したが、腹斜筋を痛めて3月10日に離脱した。開幕に出遅れたが、AAA級バッファローでは8試合で打率.367、3本塁打、8打点を記録した。4月24日、球団が26日にMLB昇格させることを発表した。4月26日のオークランド・アスレチックス戦でMLB初昇格・初先発出場を果たすと、第4打席でヤスメイロ・ペティットからMLB初安打となる二塁打を放ち、チームのサヨナラ勝ちに貢献した。5月14日のサンフランシスコ・ジャイアンツ戦でMLB初本塁打を放ち、20歳59日で球団の史上最年少記録を更新した。この週に計4本塁打を放ち、自身初のプレイヤー・オブ・ザ・ウィークを受賞し、ここでも球団最年少記録をつくった。同月31日にはMLB全体の月間最多本塁打記録を更新する1135本目の本塁打を記録した。オールスターゲームの本塁打競争に選出された。1回戦で29本塁打を放ち、1ラウンドの史上最多記録を打ち立てた。準決勝でも29本塁打を放ったが対戦相手のジョク・ピーダーソンも並び、2回のサドンデスの末勝利した。決勝は疲労の影響もあり22本に留まり、ピート・アロンソに敗れた。計91発も史上最多記録となった。MLB1年目は123試合の出場で打率.272、15本塁打、69打点という成績を残した。新人王の投票では6位だった。
2020年は一塁手へコンバートされた。同年はCOVID-19の影響で60試合制となる中で全試合に出場した。
2021年4月27日のナショナルズ戦でMLB史上7番目に若い1試合3本塁打、球団史上最年少での1試合3本塁打、MLB史上最年少での1試合3本塁打、7打点を記録した。7月1日にファン投票で自身初となるオールスターゲームに選出された。オールスターゲーム前日の7月12日に「2番・一塁手」で先発出場することが発表された。7月13日に開催されたオールスターゲームでは1回表にオールスターゲーム初打席にたってナショナルズのマックス・シャーザーと対決したが、二塁ゴロとなった。3回表に2打席目を迎えてブルワーズのコービン・バーンズと対決し、オールスターゲーム初本塁打を記録した。この本塁打はオールスターゲーム史上通算200本目の本塁打だった。そして、父のゲレーロ・シニアも過去にオールスターゲームで本塁打を記録しており、オールスターゲーム史上3組目となるオールスターゲームで本塁打を記録した親子となった。5回表に3打席目を迎えてマーリンズのトレバー・ロジャースと対決し、ゴロの間に打点を記録した。この活躍を受けて史上最年少の22歳119日でオールスターゲームMVPを受賞した。7月17日にレンジャーズ戦でシーズン30本塁打を記録した。
シーズン終盤はカンザスシティ・ロイヤルズのサルバドール・ペレス、ロサンゼルス・エンゼルスの大谷翔平と本塁打王争いを展開した。最終的にシーズン最終戦で48号を記録してペレスと本塁打が並び、揃って自身初となる本塁打王のタイトルを獲得した。オフの11月23日に自身初めてオールMLBチームのファーストチーム一塁手に選出された。12月7日には自身初めてティップ・オニール賞を受賞した。
2022年は2年連続2度目となるオールスターゲームに選出された。160試合の出場で打率.274、32本塁打、97打点を記録した。オフの11月17日に全米野球記者協会(BBWAA)の投票による最優秀選手賞(MVP)では6位票1、9位票1の計7ポイントで16位にランクインした。
2023年シーズン開幕前の2月9日に第5回ワールド・ベースボール・クラシック(WBC)のドミニカ共和国代表に初めて選出されたが、怪我のため辞退した。
シーズンでは6月29日に家族からの願いもあり、本塁打競争に参加する意思を表明した。7月2日に選手間投票で通算3度目となるオールスターゲームに選出された。オールスター前夜の本塁打競争に出場し優勝。父親も2007年に優勝しており初の親子優勝となった。
2024年は打率.323、30本塁打、103打点、OPS.940の好成績を残し、3年ぶりにシルバースラッガー賞、オールMLBの1stチームにも選出され、MVP投票では６位に入った。オフには年俸調停を回避し、年俸調停権を持つ選手としてはフアン・ソト、大谷翔平に次ぐ歴代３位の年俸2850万ドルで合意した。
2025年の4月6日に14年5億ドル(約728億円)で契約延長に合意したと米メディアが報じた。5億ドルはフアン・ソト、大谷翔平に次ぐ歴代3位の金額である。

## 選手としての特徴
デビュー当初から注目されていた超有望株。MLB.comのプロスペクトランキング（シーズン終了時）では2017年度版でMLB全体4位、2018年度版でMLB全体1位と非常に高い評価を受けた。
ドミニカ共和国出身の野手として史上初のアメリカ野球殿堂入りを果たした名選手である父（ゲレーロ・シニア）と比較されることが多いが、父が生涯成し得なかった主要打撃タイトル獲得（本塁打王、2021年）と、ゴールドグラブ賞の受賞（2022年）の2つを20代前半までに成し遂げている。

### 打撃・走力
父親譲りの長打力とバットスピードを有し、あらゆる方向に打ち分ける強打者。父は悪球打ちで知られる傍ら、強打者にしては四球をあまり選ばないのが欠点であったが、ジュニアは優れた自制心と冷静さを持っており、四球を多く選ぶことが出来る。一方、父は通算181盗塁を記録するなど俊足でも知られたが、走力はマイナー時代から平均以下と評価されている。

### 守備
太りやすい体質であり、メジャーデビュー2年前（2017年）の時点で既に一塁手や左翼手へのコンバートが予測されていた。一塁手コンバート3年目の2022年にはゴールドグラブ賞を受賞し、父が終生縁が無かった守備での表彰を受けることになった。

## 人物
愛称は「ブラッディ」、「ブラッディ・ジュニア」、「ブラッド」、「エル・K（El K）」。
「エル・K」は幼少期によく「ka」と声を鳴らしており、叔父に「エル・K」の愛称を名付けられた。2019年のプレイヤーズ・ウィークエンドでは背ネームに使用している。
キリスト教徒である。
2023年シーズン終了後のチャリティイベントで金属バットを使ってホームランダービーを行い、次々と弾丸ライナーがグングン伸びてスタンドの遥か上空まで飛んで行ったのが話題となった。

## 家族
前述の父のブラディミール・ゲレーロ・シニアがモントリオールエクスポズでプレーしていた1999年にカナダのケベック州モントリオールで生まれた。そのため、カナダ国籍とドミニカ共和国国籍を持っている。しかし、大半はドミニカ共和国で育っているため母国語のスペイン語とケベック州の公用語で母親が流暢に話すフランス語を少し話すが、英語は苦手であり普段は通訳を介してインタビューを受けている。ただここ数年は通訳を介さずに英語でのインタビューにも積極的に応じている。
2人の娘がいる。
2012年に父シニアが5人の違う女性との8人の子供の写真を公開しており、少なくともゲレーロ・ジュニア自身は7人の兄弟がいる。シニアはきちんとジュニア一家への養育費を支払ったが、ドミニカのスター選手としてはきちんと養育費を支払う者はそれほど多くなく、シニアが養育費を支払ってくれたおかげでジュニアは野球の才能を潰さずに済んだ。

## 詳細情報

### 年度別打撃成績
| 年 度    | 球 団    | 試 合 | 打 席 | 打 数 | 得 点 | 安 打 | 二 塁 打 | 三 塁 打 | 本 塁 打 | 塁 打 | 打 点 | 盗 塁 | 盗 塁 死 | 犠 打 | 犠 飛 | 四 球 | 敬 遠 | 死 球 | 三 振 | 併 殺 打 | 打 率 | 出 塁 率 | 長 打 率 | O P S |
| -------- | -------- | ----- | ----- | ----- | ----- | ----- | -------- | -------- | -------- | ----- | ----- | ----- | -------- | ----- | ----- | ----- | ----- | ----- | ----- | -------- | ----- | -------- | -------- | ----- |
| 2019     | TOR      | 123   | 514   | 464   | 52    | 126   | 26       | 2        | 15       | 201   | 69    | 0     | 1        | 0     | 2     | 46    | 0     | 2     | 91    | 17       | .272  | .339     | .433     | .772  |
| 2020     | TOR      | 60    | 243   | 221   | 34    | 58    | 13       | 2        | 9        | 102   | 33    | 1     | 0        | 0     | 0     | 20    | 1     | 2     | 38    | 6        | .262  | .329     | .462     | .791  |
| 2021     | TOR      | 161   | 698   | 604   | 123   | 188   | 29       | 1        | 48       | 363   | 111   | 4     | 1        | 0     | 2     | 86    | 7     | 6     | 110   | 20       | .311  | .401     | .601     | 1.002 |
| 2022     | TOR      | 160   | 706   | 638   | 90    | 175   | 35       | 0        | 32       | 306   | 97    | 8     | 3        | 0     | 4     | 58    | 6     | 6     | 116   | 26       | .274  | .339     | .480     | .818  |
| 2023     | TOR      | 156   | 682   | 602   | 78    | 159   | 30       | 0        | 26       | 306   | 94    | 5     | 3        | 0     | 4     | 58    | 6     | 6     | 116   | 23       | .264  | .345     | .444     | .788  |
| 2024     | TOR      | 159   | 697   | 616   | 98    | 199   | 44       | 1        | 30       | 335   | 103   | 2     | 2        | 0     | 4     | 72    | 12    | 5     | 96    | 16       | .323  | .396     | .544     | .940  |
| MLB：6年 | MLB：6年 | 819   | 3540  | 3145  | 475   | 905   | 177      | 6        | 160      | 1574  | 507   | 20    | 10       | 0     | 16    | 349   | 31    | 30    | 551   | 108      | .288  | .363     | .500     | .863  |

- 2024年度シーズン終了時
- 各年度の太字はリーグ最高

### ポストシーズン打撃成績
| 年 度     | 球 団     | シ リ ｜ ズ | 試 合 | 打 席 | 打 数 | 得 点 | 安 打 | 二 塁 打 | 三 塁 打 | 本 塁 打 | 塁 打 | 打 点 | 盗 塁 | 盗 塁 死 | 犠 打 | 犠 飛 | 四 球 | 敬 遠 | 死 球 | 三 振 | 併 殺 打 | 打 率 | 出 塁 率 | 長 打 率 | O P S |
| --------- | --------- | ----------- | ----- | ----- | ----- | ----- | ----- | -------- | -------- | -------- | ----- | ----- | ----- | -------- | ----- | ----- | ----- | ----- | ----- | ----- | -------- | ----- | -------- | -------- | ----- |
| 2020      | TOR       | ALWC        | 2     | 8     | 7     | 0     | 1     | 0        | 0        | 0        | 1     | 0     | 0     | 0        | 0     | 0     | 0     | 0     | 0     | 4     | 0        | .143  | .250     | .143     | .393  |
| 2022      | TOR       | ALWC        | 2     | 9     | 8     | 1     | 1     | 0        | 0        | 0        | 1     | 1     | 0     | 0        | 0     | 0     | 1     | 0     | 0     | 1     | 0        | .125  | .222     | .125     | .347  |
| 2023      | TOR       | ALWC        | 2     | 8     | 7     | 0     | 1     | 1        | 0        | 0        | 2     | 0     | 0     | 0        | 0     | 0     | 1     | 0     | 0     | 0     | 0        | .143  | .250     | .286     | .536  |
| 出場：3回 | 出場：3回 | 出場：3回   | 6     | 25    | 22    | 1     | 3     | 1        | 0        | 0        | 4     | 1     | 0     | 0        | 0     | 0     | 2     | 0     | 0     | 5     | 0        | .136  | .240     | .182     | .422  |

- 2024年度シーズン終了時
- 太字はMVP受賞

### 年度別打撃成績所属リーグ内順位
| 年 度 | 年 齢 | リ ｜ グ   | 打 率 | 安 打 | 二 塁 打 | 三 塁 打 | 本 塁 打 | 打 点 | 盗 塁 | 出 塁 率 |
| ----- | ----- | ---------- | ----- | ----- | -------- | -------- | -------- | ----- | ----- | -------- |
| 2019  | 20    | ア・リーグ | -     | -     | -        | -        | -        | -     | -     | -        |
| 2020  | 21    | ア・リーグ | -     | -     | -        | 10位     | -        | -     | -     | -        |
| 2021  | 22    | ア・リーグ | 3位   | 2位   | -        | -        | 1位      | 5位   | -     | 1位      |
| 2022  | 23    | ア・リーグ | -     | 6位   | -        | -        | 7位      | 5位   | -     | -        |
| 2023  | 24    | ア・リーグ | -     | -     | -        | -        | -        | -     | -     | -        |
| 2024  | 25    | ア・リーグ | 2位   | 2位   | 3位      | -        | -        | 8位   | -     | 3位      |

- -は10位未満（打率は規定打席未到達の場合も-と表記）

### 年度別守備成績
| 年 度 | 球 団 | 一塁（1B） | 一塁（1B） | 一塁（1B） | 一塁（1B） | 一塁（1B） | 一塁（1B） | 三塁（3B） | 三塁（3B） | 三塁（3B） | 三塁（3B） | 三塁（3B） | 三塁（3B） |
| 年 度 | 球 団 | 試 合      | 刺 殺      | 補 殺      | 失 策      | 併 殺      | 守 備 率   | 試 合      | 刺 殺      | 補 殺      | 失 策      | 併 殺      | 守 備 率   |
| ----- | ----- | ---------- | ---------- | ---------- | ---------- | ---------- | ---------- | ---------- | ---------- | ---------- | ---------- | ---------- | ---------- |
| 2019  | TOR   | -          | -          | -          | -          | -          | -          | 96         | 66         | 182        | 17         | 23         | .936       |
| 2020  | TOR   | 34         | 265        | 22         | 3          | 25         | .990       | -          | -          | -          | -          | -          | -          |
| 2021  | TOR   | 133        | 1026       | 46         | 8          | 90         | .993       | 1          | 0          | 0          | 0          | 0          | ----       |
| 2022  | TOR   | 128        | 969        | 47         | 10         | 80         | .990       | 1          | 0          | 0          | 0          | 0          | ----       |
| 2023  | TOR   | 121        | 864        | 67         | 8          | 87         | .991       | 1          | 0          | 0          | 0          | 0          | ----       |
| 2024  | TOR   | 121        | 873        | 70         | 10         | 90         | .990       | 12         | 12         | 20         | 2          | 3          | .941       |
| MLB   | MLB   | 537        | 3997       | 252        | 39         | 372        | .991       | 110        | 78         | 202        | 19         | 26         | .936       |

- 2024年度シーズン終了時

### タイトル
- 本塁打王：1回（2021年）

### 表彰
- ベースボール・アメリカ・マイナーリーグ年間最優秀選手賞：1回（2018年）
- ハンク・アーロン賞：1回（2021年）
- シルバースラッガー賞（一塁手部門）：2回（2021年、2024年）
- ゴールドグラブ賞（一塁手部門）：1回（2022年）
- オールスターゲーム最優秀選手賞：1回（2021年）
- オールMLBチーム[52]
  - ファーストチーム一塁手：2回（2021、2024年）
- ティップ・オニール賞：1回（2021年）[53]

### 記録
MiLB
- オールスター・フューチャーズゲーム選出：1回（2017年）

MLB
- オールスターゲーム選出：4回（2021年、2022年、2023年、2024年）
- en:Topps All-Star Rookie Team：2019年（三塁手部門）

### 背番号
- 27（2019年 - ）